# Alcea setosa
Espèce
Alcea setosa est une espèce de plantes de la famille des Malvacées.